# Pieśń o Krzysztofie Szafrańcu
Pieśń o Krzysztofie Szafrańcu – niezachowana polska średniowieczna pieśń opowiadająca o śmierci Krzysztofa Szafrańca, rycerza-rozbójnika z Pieskowej Skały, ściętego w 1484. Treść pieśni znana jest z informacji zawartej w Kronice polskiej Marcina Bielskiego, wydanej w 1597. Według Bielskiego pieśń była wykonywana wśród chłopów jeszcze w czasach powstania kroniki.